# Liostomia mamoi
Liostomia mamoi is een slakkensoort uit de familie van de Pyramidellidae. De wetenschappelijke naam van de soort is voor het eerst geldig gepubliceerd in 1993 door Mifsud.